# ゴメル (ホセアの妻)

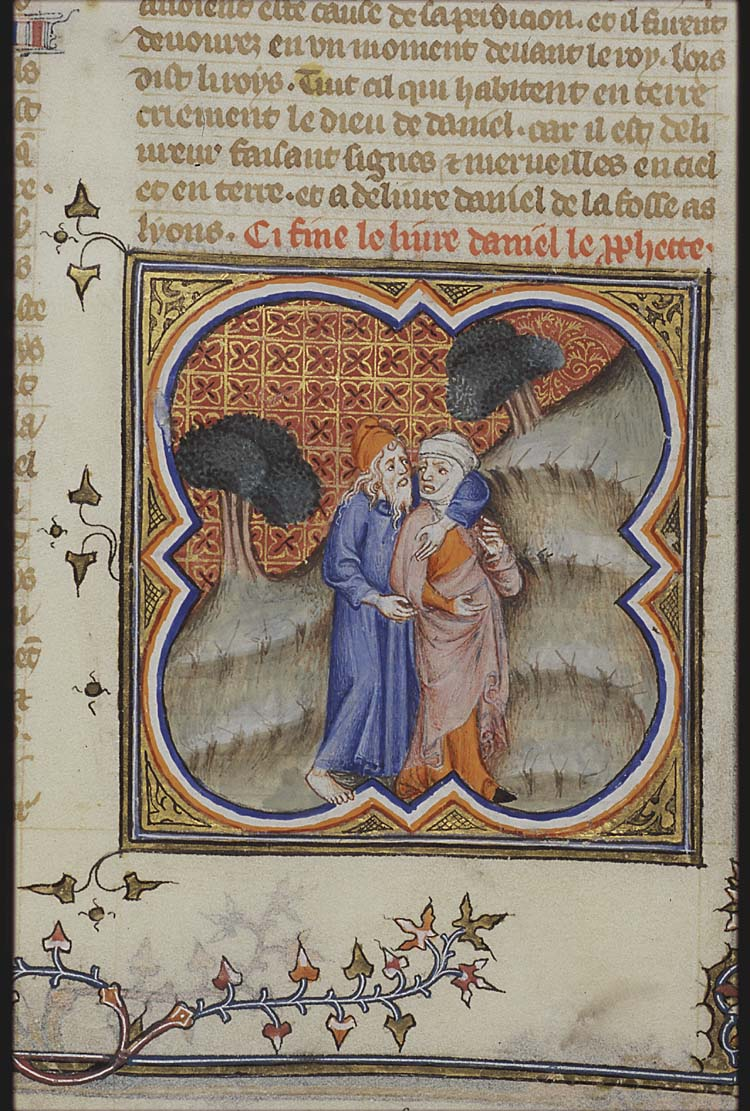
ホセアとゴメル（1372年）。

ゴメル（英語：Gomer）は、『旧約聖書』の「ホセア書」に登場する女性でディブラムの娘、のちに預言者ホセアの妻になった。名前は何を意味しているか不明確である。
預言者ホセアは神の命令によって姦淫の女であるゴメルと結婚した。そして、第1子イズレエル、第2子ロ・ハルマ（ヘブライ語：彼女はあわれみを受けないで）、第3子ロ・アミを生んだ。しかし、ゴメルはホセアや子供達を捨てて愛人の下に行ってしまった。妻の背信によって失意のどん底にあったホセアは、神の愛と命令に励まされて裏切りの妻ゴメルを大麦1ホメル半で買い取った。

## 伝統的解釈
鈴木昌の伝統的な解釈によると、不品行の女と知りつつ結婚したホセアは妻ゴメルに裏切られ、彼女は他の男のもとに走り、ついには奴隷になってしまった。神の命令を受けて、ホセアはゴメルを買い戻したという、文字通りの解釈を提示している。

## 解釈
このゴメルの存在については多様な解釈がある。それらは、非事実説と事実説に分けられる。
非事実説を採用する学者は、ジャン・カルヴァン、ヤング、リダボス、カウフマンなどである。
事実説を採用する学者は、スティフンス、ホッジ、関根正雄、ジェイムズ、ファイファー、ローリーなどである。
ゴメルは、結婚後に姦淫の女になった、ゴメルは神殿娼婦（宗教的姦淫）つまり偶像礼拝の女であった、ゴメルは結婚前から姦淫の女であったなど、さまざまな説がある。